# بولشوی پاتوم
بولشوی پاتوم (انگلیسی: Bolshoy Patom) یک رودخانه در استان ایرکوتسک کشور روسیه است.